# Shamrock (yacht)
Pour les articles homonymes, voir Shamrock.
Le yacht Shamrock était, lors de la coupe de l'America 1899, le challenger du Royal Ulster Yacht Club opposé au sloop defender Columbia.

## Construction

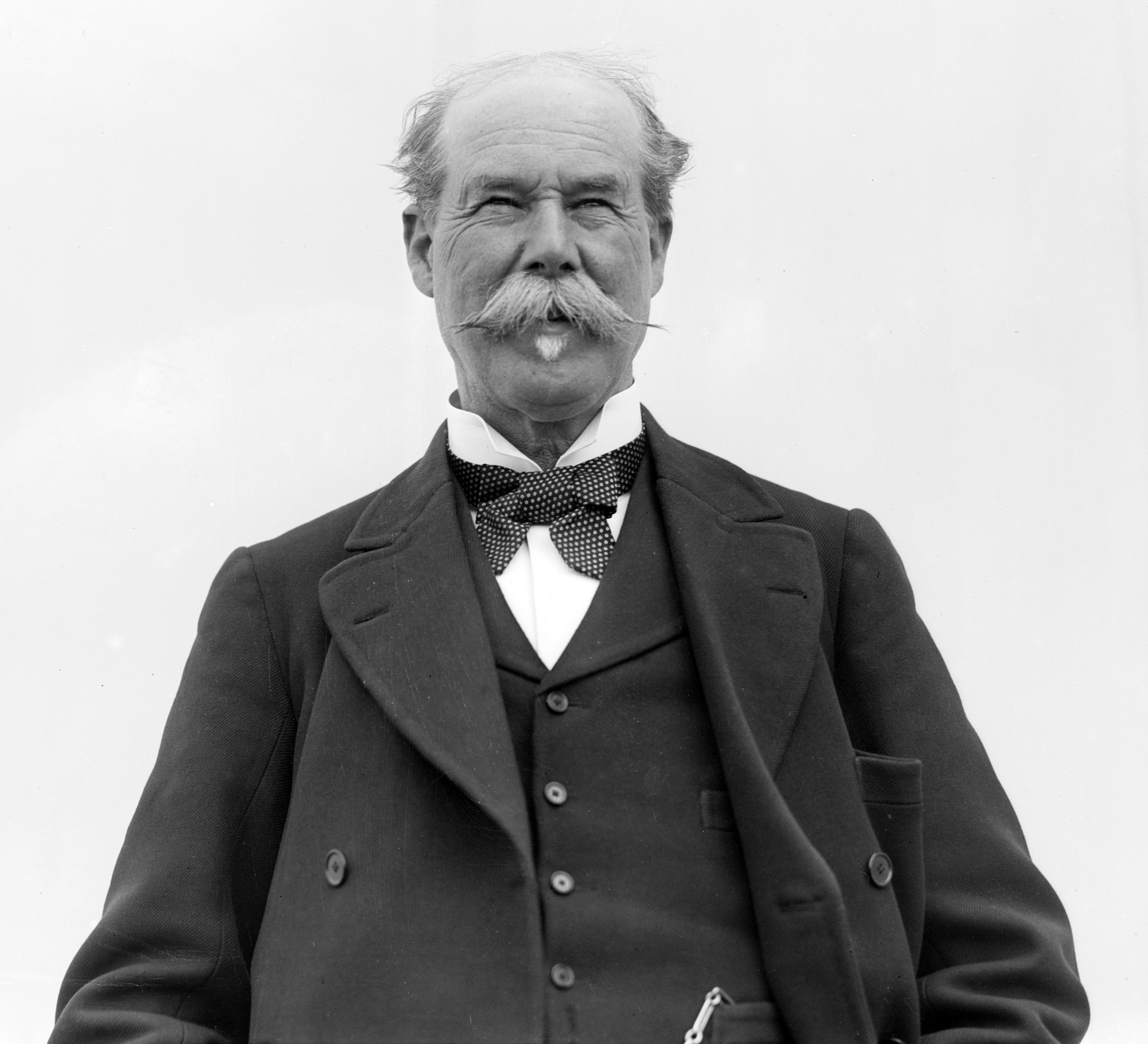
Thomas Lipton

Les plans du Shamrock ont été dessinés par l’architecte écossais William Fife III en 1898 sur commande de Sir Thomas Lipton. La construction a été réalisée par les chantiers Thornycroft & Co de Church Wharf. Du fait de la grande taille du bateau, la construction  a été réalisée à  Millwall (Londres), dans le plus grand secret. Il fut lancé le 24 juin 1899 par sa marraine Lady Russel of Killowen.

## Carrière

Guidon du RUYC.

En préparation de la coupe de l’America, il affronta Valkyrie III, le challenger de la coupe 1895, et battit à deux reprises lors de régate à l’île de Wight le Britannia, yacht de sa majesté.
À l’été 1899, représentant le Royal Ulster Yacht Club, il affronta à New York le defender Columbia. Il perdit les trois régates. Il retourna en Angleterre à l’automne où il fut modifié par Sir Thomas Lipton pour servir d’adversaire d’entrainement pour ses voiliers suivants : Shamrock II, III et IV.